# Assur-dan III
Assur-dan III (in accadico Aššur-dan, "Aššur è forte") (fl. VIII secolo a.C.) è stato un re assiro al potere dal 773 a.C. al 755 a.C..

## Biografia
Figlio di Adad-nirari III, succedette a suo fratello, Salmanassar IV nel 773. Nel 763 a.C. scoppiò una rivolta che durò fino al 759 a.C. che fu seguita da una peste che colpi l'Assiria.
Ashur-Dan è stato sostituito da un altro fratello, Assur-nirari V.